# Puig de l'Orri (Censà)
El Puig de l'Orri és una muntanya de 1.914,4 metres d'altitud del límit entre les comunes de Censà, de la comarca del Conflent, i de Formiguera, de la del Capcir, totes dues a la Catalunya del Nord.
És a l'extrem occidental del sector central del terme de Censà i a l'extrem oriental del de Formiguera, a prop al sud del Coll de Censà i al nord del Puig dels Agrellons.